# Кочнёвское (Белоярский муниципальный округ)
Кочневское — село в Белоярском районе Свердловской области России. Входит в Белоярский муниципальный округ. Ранее было центром Кочнёвского сельсовета Белоярского района.

## Географическое положение
Село Кочнёвское расположено на левом берегу реки Белой (правого притока реки Каменки, речной бассейн Исети) в 15 километрах (по автодорогам в 22 километрах) к юго-востоку от посёлка Белоярского. В окрестностях села располагается система прудов. Местность села и его окрестностей низкая, по местам болотистая, степная, с небольшими березовыми перелесками, с почвою чернозёмною и на многих пашнях, удобряемых навозом и торфом, глинистая («белики»).
В селе 24 улицы: Белореченская, Берёзовая, Главная, Заречная, Зелёная, Калинина, Ленина, Лермонтова, Луговая, Мира, Первомайская, Победы, Пушкина, Садовая, Северная, Селекционная, Трудовая, Ударников, Уральская, Урожайная, Фестивальная, Центральная, Юбилейная, Южная; три переулка: Западный, Звёздный, Солнечный.

## История села
Первое упоминание о поселении (деревня Кочнева) в 6 дворов относится к 1624 году и содержится в «Дозорной книге» Михаила Тюхина. Название села Кочневское местное предание объясняет двояко: во-первых, покрытою кочками местность села и его окрестностей и во-вторых, распространенною в селе фамилией первых поселенцев этой местности Кочневых. Самостоятельный приход в селе Коневское был открыт в 1822 году с разрешения Святого Синода, согласно общему ходатайству жителей деревень. В начале XX века население прихода были православные крестьяне, переселившиеся из разных мест Екатеринбургского уезда, занимающиеся исключительно земледелием, кроме немногих, уходящих в услужение по городам и заводам, и на заработки в другие места.

## Население
| 2002 | 2010  | 2021  |
| ---- | ----- | ----- |
| 1500 | ↗1508 | ↘1364 |

## Храм Рождества Иоанна Предтечи
Каменная двухпрестольная церковь была заложена в 1825 году с главным алтарем во имя пророка Предтечи и Крестителя Господня Иоанна и придельным — во имя преподобного Кирилла Белоозерского Чудотворца, по благословенной грамоте преосвятого Иустина, епископа Пермского и Верхотурского от 30 декабря 1824 года. Главный храм с дорогим по тогдашнему времени иконостасом (в 6 тысяч рублей ассигнации) был освящён в 1824 году, а придел его — ранее, но когда именно — не известно. В созидании и благоустроении сего храма много потрудились из местных прихожан крестьяне: Косма Петров Колясников и Гавриил Степанов Ваулин, как бывшие один за другим строителями храма, собравшими для сего нужные средства, и первыми один после другого церковными его старостами. В 1851 году на средства прихожан была устроена церковная ограда — каменная с железными решетками. В 1865 году старый купол со шпицем на колокольне был заменен новым, окованным белым железом, пожертвованным прихожанином Яковом Никитиным Ваулиным, водружены два новых железных позолоченных — на шпиц колокольни и главный храм — креста, на средства прихожан. В 1873 году с разрешения преосвященного Вассиана, епископа Екатеринбургского, согласно ходатайству прихожан, совершено было местным благочинным заложение, на средства общества и церкви, двух каменных приделов: южного — во имя Пророка Илии и северного — во имя великомученика Артемия; первый освящен в 1875 году, а второй — в 1878 году, по благословению того же епископа Вассиана, местными благочинными. Мотивов и оснований к построению этих приделов, а также и того, что сделано с приделом преподобного Кирилла Белоозерскаго, летопись храма не объясняет. Можно полагать, что храм приходский с постепенным увеличением прихожан его оказывался тесным и нужно было расшириться, а Кирилловский придел был упразднён и заменён одним из вновь устроенных. В 1878 году средствами прихожан были устроены с западной и южной сторона храма два мраморных крыльца без перил. В 1869 году ударом молнии иконостас в главном храме был опален и потускнел, в каковом виде и находился до 1885 года. В этом году пресвятой Нафанаил, епископ Екатеринбургский, посетил храм и, заметив указанное повреждение иконостаса, а на стенах храма отсутствие живописи, настоятельно внушил прихожанам заменить, повреждённый иконостас новым и украсить храм живописью. В 1887 году, с целью изыскать средства на потребный, согласно указанию архипастыря, ремонт храма было открыто церковно-приходское попечительство; в 1888 году ремонт храма уже был произведён, по подряду за 3600 рублей, на изысканные попечительством средства, и с того времени Кочневский храм существует без изменений. В храме имеется ценное напрестольное Евангелие стоимостью в 500 рублей, приобретённое покупкою на сумму в 2000 рублей, собранных местным прихожанином Никифором Корнилиевым Кочневым с разрешения Епархиальнаго начальства. Большим почитанием в храме со стороны прихожан пользуется икона Иверской Божией Матери, именуемая «Вратарница». Эта икона приобретена с Афона около 20 лет тому назад прихожанином крестьянином Никифором Корниловым Кочневым и поставлена в устроенном средствами прихожан киоте прекрасной работы, под аркою в проходе из теплых приделов в холодный храм. В начале XX века каждый воскресный день, после утрени, пред сею иконою торжественно отправлялся молебен Пресвятой Богородице с чтением акафиста Иверской её иконе.
Церковь была закрыта в 1930-е году.